# لوفای هیپ‌هاپ
لوفای هیپ‌هاپ (به انگلیسی: Lofi hip-hop؛ که به‌صورت lo-fi هم نوشته می‌شود و مخفف «low fidelity» به‌معنای «وفاداری پایین» است) سبکی از موسیقی لو-فای است که بیت‌های هیپ‌هاپ‌را با عناصری از موسیقی چیل‌اوت ترکیب می‌کند. این نام به روش‌های تولید موسیقی با وفاداری پایین اشاره دارد که در این سبک رایج است و باعث می‌شود صدای نهایی کمتر صاف و صیقل‌خورده باشد. این سبک در دههٔ ۲۰۱۰ از طریق پلتفرم یوتیوب به شهرت و محبوبیت گسترده‌ای دست یافت.

## همچنین ببینید

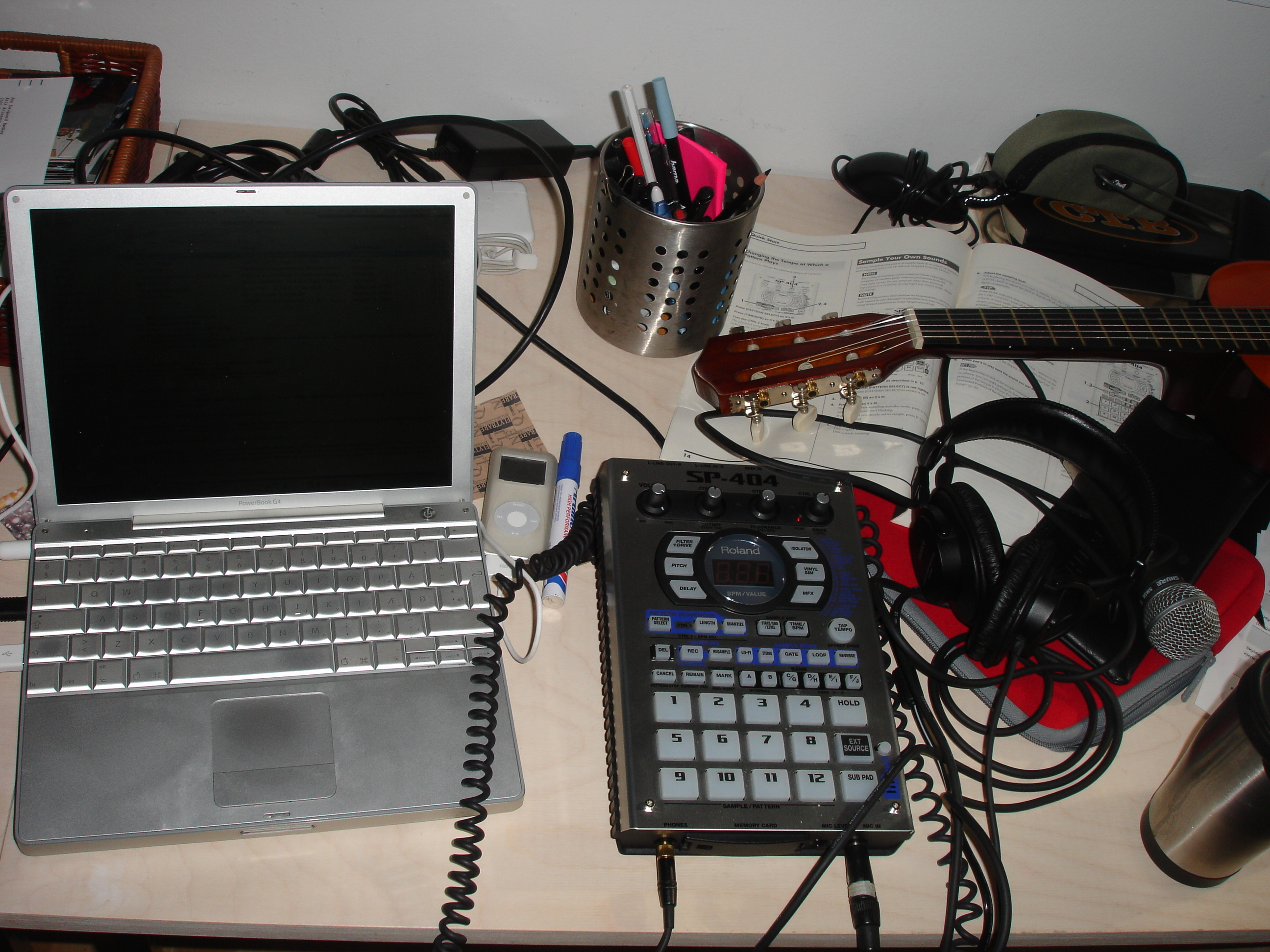
یک نمونه از تجهیزات لوفای، شامل سمپلر محبوب رولند اس‌پی-۴۰۴ در این سبک.

- جاز ملایم
- طوفان آرام
- بوم بپ
- ویپورویو